# Bogatynia
Bogatynia [bɔɡaˈtɨɲa], tyska: Reichenau in Sachsen, är en stad i sydvästra Polen, tillhörande distriktet Powiat zgorzelecki i Nedre Schlesiens vojvodskap. Tätorten hade 18 385 invånare i juni 2014, och utgör centralort i en stads- och landskommun med totalt 24 254 invånare samma år.
Staden är medlem av det tysk-polsk-tjeckiska regionala samarbetsorganet Euroregion Neisse.

## Geografi

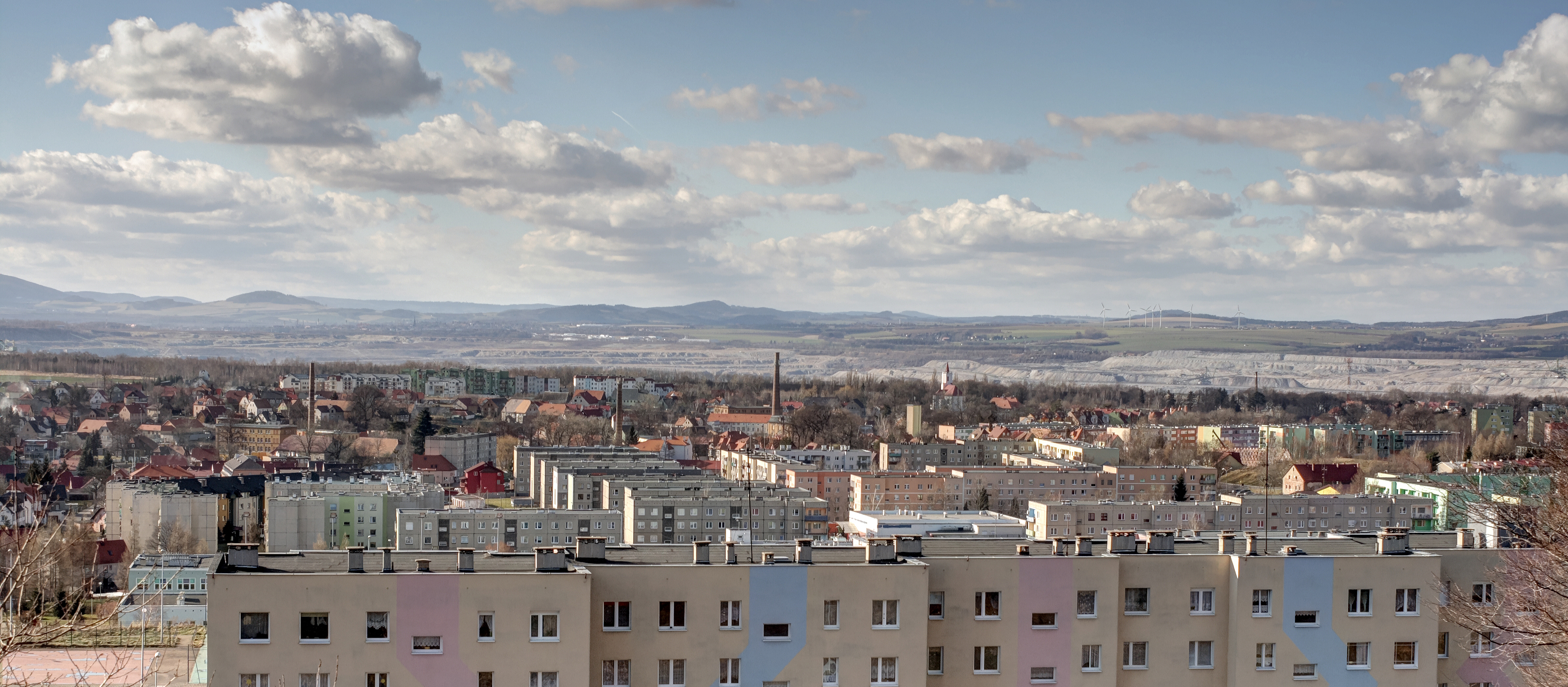
Vy över staden.

Staden är belägen vid floden Miedzianka, en biflod till gränsfloden Lausitzer Neisse, i den smala polska landremsan i närheten av den punkt där Tjeckiens, Tysklands och Polens gränser går samman, och omges i öster och söder av de tjeckiska städerna Frýdlant och Hrádek nad Nisou samt av den tyska staden Zittau i väster. Området omedelbart väster om stadsbebyggelsen utgörs av ett stort dagbrott.

## Historia
Bogatynia ligger i den polska delen av det historiska landskapet Oberlausitz. Staden med omnejd utgör den enda del av den historiska Fristaten Sachsen som låg öster om Oder-Neisselinjen och därmed avträddes till Polen 1945; övriga delar av de tidigare tyska territorierna i nuvarande Polen tillhörde före 1945 Fristaten Preussen. 
Orten omnämns första gången i skriftliga källor 1262, i ett av klostret St. Marienthals dokument. Under större delen av sin historia var orten en huvudsakligen tysktalande köping i Oberlausitz med namnet Reichenau, och tillföll tillsammans med Oberlausitz kurfurstendömet Sachsen 1635. Under 1800-talet påbörjades kolbrytningen i Reichenau. Den 22 april 1945 bombades staden av sovjetiskt flyg, med många döda och skadade och stora skador på bebyggelsen och järnvägen som följd. Efter krigsslutet gavs orten stadsrättigheter 1945 under namnet Rychwald, och 1947 döptes staden om av de polska myndigheterna till Bogatynia, från bogaty som betyder "rik". 1960 invigdes den nya normalspåriga järnvägssträckningen till Mikułowa, som ersatte den på 1800-talet byggda smalspåriga järnvägen mellan Zittau och Hermsdorf (Heřmanice u Frýdlantu), vilken lagts ned till följd av den nya gränsdragningen. Staden drabbades av en större översvämning 2010, då hela stadskärnan översvämmades.

## Näringsliv

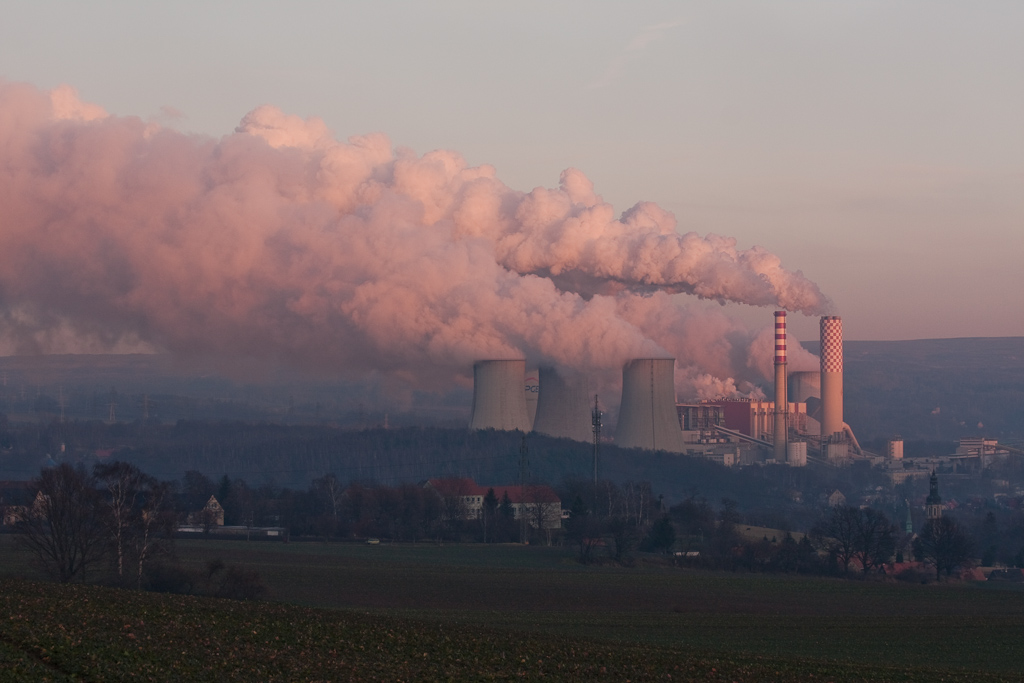
Turóws kolkraftverk

I kommunen ligger Turóws kolkraftverk, Polens tredje största kolkraftverk, och hela området väster om staden fram till floden Lausitzer Neisse utgörs idag av ett dagbrott för utvinning av brunkol för kraftverkets räkning.